# Elymnias suluana
Elymnias suluana är en fjärilsart som beskrevs av Hans Fruhstorfer 1899. Elymnias suluana ingår i släktet Elymnias och familjen praktfjärilar. Inga underarter finns listade i Catalogue of Life.